# Art Center Berlin

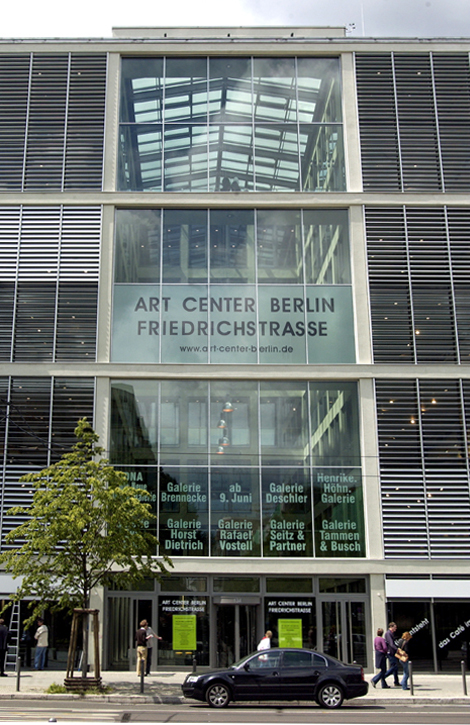
Das Art Center Berlin in der Friedrichstraße 134 kurz vor der Eröffnung im Juni 2005.

Das Art Center Berlin Friedrichstraße war von 2005 bis 2010 ein Forum für Kunstausstellungen in der Mitte Berlins. Vis à vis vom Friedrichstadt-Palast, in der Friedrichstraße 134 gelegen, verfügte die privat finanzierte Institution auf sieben Etagen über insgesamt mehr als 3000 m² Ausstellungsfläche. Damit zählte es zu den großen Häusern für Ausstellungen zeitgenössischer Kunst in Berlin. Das Ausstellungskonzept des Art Center Berlin war im Spektrum von Galerie bis Kunsthalle angesiedelt und ermöglichte auch Ausstellungen musealen Charakters. Von Malerei, Grafik, Skulptur, Installation, Fotografie, Videokunst, Performance bis zu interaktiver Kunst, war in den Ausstellungen nahezu die ganze Bandbreite der bildenden Kunst vertreten. Gründungsgeschäftsführer der Art Center Berlin Friedrichstraße 134 GmbH war Thomas Tyllack. Er organisierte das Programm der Ausstellungen und Veranstaltungen.

## Eröffnung (2005)
Am 8. Juni 2005 eröffnete der ehemalige Berliner Senator Volker Hassemer das Art Center Berlin. In der ersten Ausstellung mit dem Titel „Reflexionen“ zeigten neun renommierte Berliner Galerien Arbeiten ihrer Künstler. Kuratiert von Rolf Külz-McKenzie waren vertreten:
DNA Die Neue Aktionsgalerie, Galerie Brennecke, Galerie Deschler, Galerie Horst Dietrich, Henrike Höhn Galerie, Galerie Eva Poll, Galerie Seitz & Partner, Galerie Tammen & Busch, Galerie Rafael Vostell. Sie zeigten Arbeiten von Elvira Bach, Jan Bünnig, Costantino Ciervo, Tony Conway, Tony Cragg, Bernd Damke, Uta Eckerlin, Menno Fahl, Albrecht Genin, Alex Groß, Lisa Huber, Wolfgang Höhn, Maxim Kantor, MK Kaehne, Clemens Krauss, Anna-Kavata Mbiti, Hans van Meeuwen, Volker März, Yoko Ono, Nam June Paik, Wolf Vostell, Iris Schieferstein, Isabel Rohner, Cameron Rudd, Franziska Rutz, Avelino Sala, Hans Scheib, Iris Schieferstein, Jo Schöpfer, Noe Sendas, Deborah Sengl, Mariana Vassileva, Patricia Waller, Johannes Weiß, Trak Wendisch, Daniel Winkler und Bernd Zimmer.

## Ausstellungen bis 2010
Bis zur Schließung im Jahr 2010 zeigte das Art Center Berlin mehr als 100 Ausstellungen. Den Schwerpunkt der Ausstellungstätigkeit bildete die internationale zeitgenössische Kunst. In oft sehr umfangreichen Solo- und Gruppenausstellungen wurden eine Vielzahl von künstlerischen Positionen einem breiten Publikum vorgestellt.
Daneben wurden zahlreiche thematische Ausstellungen mit kultur- und zeitgeschichtlichem Hintergrund präsentiert, die Tausende Besucher zählten, wie zum Beispiel: „Leonardo da Vinci: Person, Inventor …“ (2005/06), „Experience Art!“ (2006), „Uomini e marmo... i colori del bianco – Der Marmor von Carrara“ (2006), „Graphic Portfolio Federico García Lorca“ (2006/7), „Drei Aspekte der Kultur Tunesiens“ (2007), „Traumzeit Australia“ (2007), „Kulturwoche Oman“ (2008), „Art from Pyongyang Korea“ (2008), „Kunst aus Madagaskar“ (2008), „Preisträger des Salón de Otoño de Pintura de Plasencia“ (2008) „Islands without Borders“ – Zeitgenössische Kunst der Balearen (2009), „Bilder aus der Verbotenen Stadt“ – Ölgemälde von Jiang Guo Fang (2009/10). Die Ausstellung „Metropolis Berlin“ mit Arbeiten des Künstlers Johannes J. Dittloff verband im September 2009 zwei pulsierende Orte der Stadt, die Friedrichstraße (Art Center Berlin) und den Alexanderplatz (art place berlin).
Das Programm des Art Center Berlin wurde durch unterschiedliche Formen von Veranstaltungen wie Lesungen, Performances und musikalische Darbietungen ergänzt. Besondere Programme wurden auch in Zusammenhang mit der Teilnahme an der „Langen Nacht der Museen“ geboten.